# Autotraktor

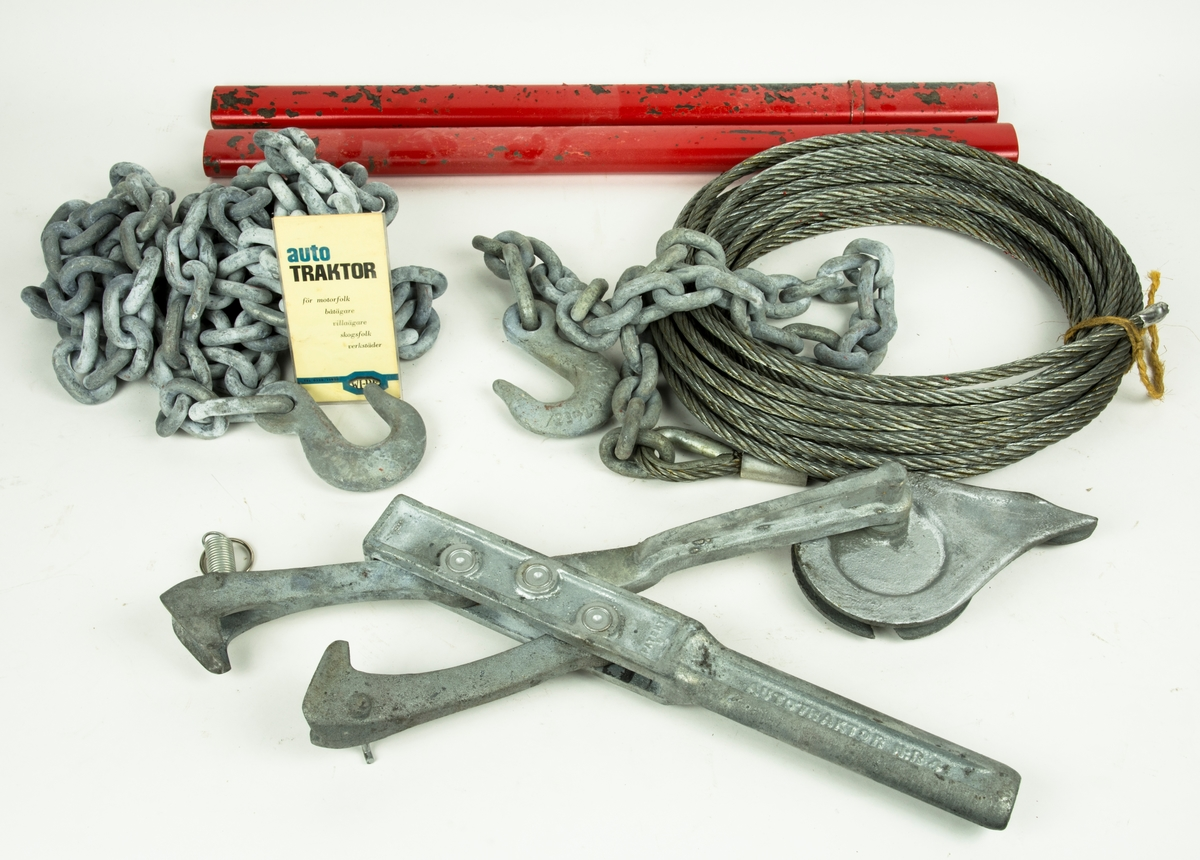
Autotraktor nr 4, redskap för bärgning av lastbilar och bussar.

Autotraktor är en bärgningsapparat för fordon. Principen utgörs av två armar som "klättrar" på en kedja genom att den platta som dessa båda armar är fästa vid vickas fram och åter med hjälp av en spak. Utväxlingen blir på detta sätt mycket stor. Autotraktorn uppfanns av Anders Wikstrand.
Anders Wikstrand hade tidigare, cirka 1911, bland annat uppfunnit stubbrytningsapparaten extraktor som arbetade efter samma princip. Extraktorn vägde cirka 100 kg och kunde dra upp till 20 ton. Med en demonstrationsmodell av autotraktorn i skala 1:5 drog man upp en bil som kört fast. Anders Wikstrand insåg då behovet av en bilbärgningsapparat och konstruerade autotraktorn.
Polisens bilar var utrustade med autotraktor fram till omkring 1970.